# Olympische Sommerspiele 1988/Reiten
Bei den XXIV. Olympischen Spielen 1988 in Seoul wurden sechs Wettbewerbe im Reiten im LetsRun Park Seoul ausgetragen.

## Dressur

### Einzel
| Platz | Land | Reiter und Pferd                           | Punkte |
| ----- | ---- | ------------------------------------------ | ------ |
| 1     | FRG  | Nicole Uphoff auf „Rembrandt“              | 1521   |
| 2     | FRA  | Margit Otto-Crépin auf „Corlandus“         | 1462   |
| 3     | SUI  | Christine Stückelberger „Gauguin de Lully“ | 1417   |

Finale am 27. September

### Mannschaft
| Platz | Land | Reiter und Pferde | Punkte |
| ----- | ---- | --- | ------ |
| 1     | FRG  | Ann Kathrin Linsenhoff auf „Courage 10“ Reiner Klimke auf „Ahlerich“ Monica Theodorescu auf „Ganimedes“ Nicole Uphoff auf „Rembrandt“ | 4302   |
| 2     | SUI  | Otto Hofer auf „Andiamo“ Daniel Ramseier auf „Random“ Samuel Schatzmann auf „Rochus“ Christine Stückelberger auf „Gauguin de Lully“   | 4164   |
| 3     | CAN  | Cynthia Ishoy auf „Dynasty“ Ashley Nicoll auf „Reipo“ Eva Maria Pracht auf „Emirage“ Gina Smith auf „Malte“                           | 3969   |

24. bis 25. September

## Springreiten

### Einzel
| Platz | Land | Reiter und Pferd              | Fehlerpunkte |
| ----- | ---- | ----------------------------- | ------------ |
| 1     | FRA  | Pierre Durand auf „Jappeloup“ | 1,25         |
| 2     | USA  | Gregory Best „Gem Twist“      | 4,00         |
| 3     | FRG  | Karsten Huck auf „Nepomuk 8“  | 4,00         |

Finale am 2. Oktober

### Mannschaft
| Platz | Land | Reiter und Pferde | Fehlerpunkte |
| ----- | ---- | --- | ------------ |
| 1     | FRG  | Ludger Beerbaum auf „The Freak“ Wolfgang Brinkmann auf „Pedro“ Dirk Hafemeister auf „Orchidee“ Franke Sloothaak auf „Walzerkönig“ | 17,25        |
| 2     | USA  | Gregory Best auf „Gem Twist“ Joe Fargis auf „Mill Pearl“ Lisa Ann Jacquin „For the Moment“ Anne Kursinski auf „Starman“           | 20,50        |
| 3     | FRA  | Hubert Bourdy auf „Morgat“ Pierre Durand auf „Jappeloup“ Frédéric Cottier auf „Flambeau C“ Michel Robert auf „La Fayette“         | 27,50        |

28. September

## Vielseitigkeit

### Einzel
| Platz | Land | Reiter und Pferd                             | Strafpunkte |
| ----- | ---- | -------------------------------------------- | ----------- |
| 1     | NZL  | Mark Todd auf „Charisma“                     | 42,60       |
| 2     | GBR  | Ian Stark auf „Sir Wattie“                   | 52,80       |
| 3     | GBR  | Virginia Holgate-Leng auf „Master Craftsman“ | 62,00       |

19. bis 22. September

### Mannschaft
| Platz | Land | Reiter und Pferde | Strafpunkte |
| ----- | ---- | --- | ----------- |
| 1     | FRG  | Matthias Baumann auf „Shamrock 11“ Ralf Ehrenbrink auf „Uncle Todd“ Claus Erhorn auf „Justyn Thyme“ Thies Kaspareit auf „Sherry 42“     | 225,95      |
| 2     | GBR  | Virginia Holgate-Leng auf „Master Craftsman“ Mark Phillips auf „Cartier“ Ian Stark auf „Sir Wattie“ Karen Straker-Dixon auf „Get Smart“ | 256,80      |
| 3     | NZL  | Andrew Bennie auf „Grayshott“ Margaret Knighton auf „Enterprise“ Tinks Pottinger auf „Volunteer“ Mark Todd auf „Charisma“               | 271,20      |

19. bis 22. September